# 고정표
고정표(固定票)는 선거때 언제나 특정한 후보나 정당을 지지하여 그 후보나 정당에 하는 투표이다.
특정한 계층,지역에 많으며 대한민국에서는 서울특별시의 서초구와 강남구, 부산광역시, 대구광역시, 울산광역시, 경상북도, 경상남도의 유권자들은 새누리당의 고정표가 많고 광주광역시, 전라북도, 전라남도의 유권자들은 민주당의 고정표가 많다.

## 고정표의 유권자성향
- 후보의 가족, 친척, 친구.
- 정치적인 동반자.
- 해당 후보나 정당의 선거운동원.
- 동일한 조직에 속한 자.
- 열렬한 지지자.
- 해당 후보나 정당으로부터 은혜를 받은 자.